# Thetford Mines
Thetford Mines är en stad (kommun av typen ville) och tätort (centre de population) i provinsen Québec i Kanada. Den ligger i regionen Chaudière-Appalaches, i den sydöstra delen av landet, 300 km öster om huvudstaden Ottawa. Staden införlivade 2001 staden Black Lake, vars tätbebyggelse fortsatt utgör en separat tätort, samt bykommunen Robertsonville, kommunen Pontbriand och kantonen Thetford-Partie-Sud.